# Кистоун (нефтепровод)

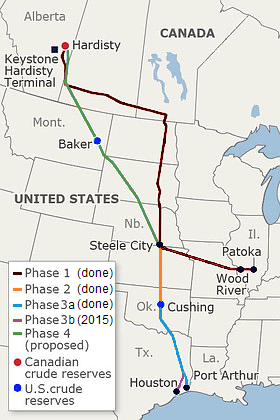
Схема сети нефтепроводов «Кистоун» на 2012 год

«Кистоун» (англ. Keystone Pipeline) — сеть нефтепроводов в Канаде и Соединённых Штатах. Подаёт нефть с нефтеносных песков Атабаски (Альберта, Канада) на нефтеперерабатывающие заводы в США в Стил-Сити (Небраска), Вуд-Ривер и Патока (Иллинойс), с побережья Мексиканского залива Техасу. Кроме синтетической нефти и расплавленного битума (дилбит) с нефтеносных песков Канады, также транспортируют легкую сырую нефть с Иллинойсского бассейна (Баккен) до Монтаны и Северной Дакоты.
Три этапа проекта находятся в эксплуатации — четвёртый этап ждёт одобрения правительства США. По завершении строительства сеть будет иметь длину 3462 км. Участок (этап) I, поставляющий нефть с Хардисти (Альберта) в Стил-Сити, Вуд-Ривер и Патока, был завершён летом 2010 года. Участок (этап) II, ответвление Кистоун-Кушинг, было завершено в феврале 2011 года с трубопровода от Стил-Сити до хранилищ и объектов распределения в крупном хабе Кушинг (Оклахома). Эти два этапа имеют потенциал для прокачки до 590 000 баррелей/день (94 000 м³/сутки) нефти к НПЗ Среднего Запада. Третий этап, ответвление с побережья Мексиканского залива, открыт в январе 2014 года, имеет мощность до 700 000 баррелей/день (110 000 м³/сутки). Предлагаемый четвёртый этап, Keystone XL, должен начинаться в Хардисти, Альберта, и следовать в Стил-Сити.
Предложение по строительству Keystone XL столкнулась с критикой от экологов и некоторых членов Конгресса США. В январе 2012 года президент США Барак Обама отклонил заявку на строительство на фоне протестов о влиянии этого нефтепровода на экологически чувствительные песчаные холмы Небраски TransCanada Corporation изменила первоначально предлагаемый маршрут Keystone XL, чтобы минимизировать «разрушение земель, водных ресурсов и специальных зон» и новый маршрут был утверждён губернатором штата Дейвом Гейнеманом в январе 2013 года. Однако по состоянию на январь 2014 года, разрешение на строительство не выдано.
В январе 2017 года президент Д. Трамп подписал президентский меморандум о возрождении трубопроводов Keystone XL и Dakota Access.
Пришедший к власти в 2021 г. новый американский президент Д. Байден намерен выполнять свои предвыборные обещания в сфере экологии и заморозить проект нефтепровода Keystone XL, несмотря на возможные судебные иски от Канады.
В декабре 2022 года на нефтепроводе произошёл крупный разлив нефти.

## Прекращение проекта
9 июня 2021 компания-подрядчик проекта TC Energy объявила о закрытии проекта по строительству нефтепровода Keystone XL.
В официальном пресс-релизе компании сказано:
«Компания, всесторонне изучив все варианты, проведя консультации с партнёрами и правительством провинции Альберта, закрывает проект нефтепровода из Канады в США Keystone XL».